# JovianDSS
Open-E JovianDSS es un software desarrollado por la compañía Open-E, Inc. basado en ZFS (sistema de archivos) y GNU/Linux. Sistema de Almacenamiento Definido por Software diseñado para entornos de almacenamiento de centro de Datos, Empresas y Proveedores de Nube (Cloud). Puede ser instalado en Servidores para crear una red de área del almacenamiento que utiliza iSCSI. El Producto cuenta con la característica de Protección de Datos Fuera de Sitio Off-Site como Estrategia de Backup, Archivado y Recuperación en caso de Desastres. Realiza replicaciones asíncronas en sitios o ubicaciones locales que permiten la Restauración instantánea como parte de un Plan de recuperación ante desastres.
Algunas otras características del software incluyen el 
- Acceso instantáneo y restauración de imágenes antiguas
- La recuperación de desastres en cuestión de minutos
- Copia de seguridad fiable de los datos de misión crítica.
- Varios destinos de copia de seguridad con planes de intervalos de retención definidos por el usuario para origen y destino,
- Motor de respaldo muy ligero.

Funciona en segundo plano, teniendo sólo una ligera influencia en la producción. Eliminación y rotación opcionales de los medios de copia de seguridad, entornos agrupados, funcionalidad de protección de datos fuera de sitio en entornos agrupados con Open-E JovianDSS. Transporte cifrado. El flujo de datos se cifra con SSH y se envía a través de Internet.